# Al-Rashid
Abū Ja`far al-Râchid bi-llah al-Mansūr ibn al-Fadl al-Mustarshid (in arabo أبو جعفر الراشد بالله المنصور بن الفضل المسترشد‎?; Baghdad, 1109 – Esfahan, 6 giugno 1138) è stato califfo abbaside dal 1135 al 1136, salito al trono dopo la morte del padre al-Mustarshid; morì assassinato.
Durante il regno di al-Rashid il potere effettivo fu detenuto dal sultano selgiuchide Ghiyath al-Din Mas'ud. Esattamente come il padre, al-Rashid tentò i liberarsi della tutela e del potere dei Selgiuchidi. Per vendicare l'assassinio di suo padre insultò l'emissario del sultano Mas'ud, venuto a chiedere un tributo. La sua opposizione al sultano venne sostenuta e fomentata da Zangi, governatore di Mosul e fondatore della dinastia zengide.
Il Sultano selgiuchide Mas'ud si trovava in Persia e si affrettò a marciare contro Baghdad per riportarla sotto controllo. Pose sotto assedio la città, che resistette agli attacchi. Zangi e il califfo al-Rashid, non credendo che la città sarebbe riuscita a resistere, fuggirono a Mosul, permettendo a Mas'ud di entrare a Baghdad.

Mas'ud nominò nuovo califfo al-Muqtafi, un figlio di al-Mustazhir, quindi zio di al-Rashid.
Al-Rashid fuggì a Esfahan, dove venne assassinato nel 1138.